# Katerine Avgoustakis
Katerine Avgoustakis (Maasmechelen, 16 settembre 1983) è una cantante belga, di origine greca.
Nel 2005 pubblica Katerine per la Universal, segue Overdrive nel 2008 sotto l'etichetta Mostiko. L'album è un successo sia in Belgio sia in Polonia, dov'è distribuito dalla Universal l'anno dopo. Nel 2010 Enjoy the Day è prodotto per Mostiko ed EMI.

## Discografia
Album in studio
- 2005 - Katerine
- 2008 - Overdrive
- 2010 - Enjoy the Day